# Rezerwat przyrody Zielony Mechacz
Rezerwat przyrody Zielony Mechacz – florystyczny rezerwat przyrody położony w województwie warmińsko-mazurskim, w gminie Małdyty, nadleśnictwie Dobrocin. Zajmuje powierzchnię 94,30 ha.
Akt powołujący ukazał się w MP nr 51, poz. 252 z 27.06.1962 r.
Ochroną objęto stanowisko maliny moroszki, która jest bardzo rzadkim reliktem glacjalnym. Z innych roślin chronionych występują tu: rosiczka okrągłolistna, bagno zwyczajne, przytulia wonna, widłak jałowcowaty, konwalia majowa, kruszyna pospolita.